# Камерцель, Виктор Яковлевич
Камерцель Виктор Яковлевич (род. 4 ноября 1951, город Ермак Павлодарской области, Казахская ССР, СССР) — советский и российский деятель органов внутренних дел, Генерал-майор полиции, специалист в области обеспечения общественного порядка и борьбы с преступностью. Начальник УВД Омской области  в 1998–2010 годах. В 2010–2012 годах — помощник министра внутренних дел Российской Федерации.

## Биография
Виктор Камерцель родился 4 ноября 1951 года в городе Ермак, Павлодарской области Казахская ССР, в Советском Союзе.
После окончания школы поступил на службу в органы внутренних дел. В ходе службы прошёл через различные оперативно-служебные и руководящие позиции. Отличался высоким уровнем профессиональной подготовки и организаторских способностей.
В 1998 году был назначен начальником УВД Омской области , где оставался до 2010 года. Под его руководством ведомство укрепило систему охраны общественного порядка и борьбы с преступностью, были внедрены современные методики управления полицией и профилактики нарушений.
В феврале 2010 года назначен помощником Министра внутренних дел Российской Федерации, где курировал кадровые и организационные вопросы до 2012 года. В этой роли внёс вклад в реформирование МВД и проведение кадровой политики на федеральном уровне.
В 2011 году присвоено специальное звание "Генерал-майор полиции".
В 2012 году уволен с государственной службы. За годы работы показал себя компетентным управленцем с серьёзным вкладом в развитие правоохранительной системы в Омской области и на федеральном уровне.

## Награды и достижения
- Орден Почёта[2]
- Медаль «За доблесть в службе» (МВД)[2]

## Семья
Женат, имеет сына, дочь и внука.

## Скандалы
На фоне внутриобластного противостояния  руководителей различных структур, партий и кланов в прессе неоднократно публиковалась противоречивая информация, присваивающая Камерцелю статус теневого мэра города Омска и причастность к коррупционным схемам, но официального подтверждения эта информация не нашла.